# Pelecopsidis
Pelecopsidis Bishop & Crosby, 1935 è un genere di ragni appartenente alla famiglia Linyphiidae.

## Distribuzione
L'unica specie oggi attribuita a questo genere è un endemismo degli Stati Uniti.

## Tassonomia
A dicembre 2011, si compone di una specie:
- Pelecopsidis frontalis (Banks, 1904)[3] — USA